# Carmine Saponetti
Carmine Saponetti (Vigne, Campània, 12 de juny de 1913 – Roma, 31 d'octubre de 1990) va ser un ciclista italià que fou professional entre 1937 i 1942. Combinà la carretera amb la pista, modalitat en la qual aconseguí el rècord del món de 100 km, 50 km, 60 milles i 30 milles el 1939 al velòdrom Vigorelli de Milà. Per aquest motiu rebé la Medalla d'Or al Valor Atlètic. Aquell mateix any aconseguí dues victòries d'etapa al Giro d'Itàlia.

## Palmarès
- 1939
  - Vencedor de 2 etapes al Giro d'Itàlia
- 1940
  - 1r al Gran Premi d'Europa

### Resultats al Giro d'Itàlia
- 1939. Abandona (16a etapa). Vencedor de 2 etapes
- 1940. Abandona (18a etapa)